# Recht van antwoord (televisieprogramma)
Recht van antwoord is een praatprogramma dat tussen 2000 en 2006 iedere dinsdagavond liep op VTM. Het werd gepresenteerd door Goedele Liekens en journalistiek ondersteund door Kris Borgraeve. Het programma van productiehuis Jok Foe werd geproduceerd door Chris Cockmartin.
In het programma werden maatschappelijke en actuele thema's besproken door voorstanders, tegenstanders en deskundigen die ongezouten hun mening gaven. Aan het einde van het debat gaven de "drie wijzen" hun visie op het gehouden debat.
Tot de wijzen behoorden onder meer Luc Van den Bossche, Piet Van Eeckhaut, Els De Bens, Chris Lomme, Eddy Van Vliet, Hugo Schiltz, Herman De Croo, Kristien Hemmerechts, Gui Polspoel, Marleen Temmerman, Yves Desmet en Steve Stevaert, die door zijn samenwerking aan dit programma Goedele Liekens leerde kennen.